# Edgar Schmued
Edgar Schmued (Schmüd), né le 30 décembre 1899 à Hornbach, Royaume de Bavière et mort le 1er juin 1985 à Oceanside, Californie, États-Unis, est un ingénieur aéronautique américain d’origine allemande. Il est célèbre pour avoir conçu le North American P-51 Mustang, un avion de chasse de la Seconde Guerre mondiale, puis le North American F-86 Sabre qui a dominé les combats aériens de la Guerre de Corée.